# Лозана
Лоза̀на (на френски: Lausanne – Лоза̀н, на немски, италиански и реторомански: Losanna – Лозана) е град в Западна Швейцария, главен административен център на кантон Во.
Разположен е във френско говорещата част на Швейцария на северния бряг на Женевското езеро. Населението му е около 133 300 (2009), а на градската агломерация е около 312 000 души. С този брой жители Лозана се нарежда на 5-о място по население сред градовете в Швейцария. Там се намира централата на Международния олимпийски комитет.

## История
На територията на съвременна Лозана се появяват селища още през четвъртото хилядолетие преди нашата ера. Първите споменавания за построен от римляните военен лагер, който наричали Лузана (фр. Lousonna), са от 15 г. пр.н.е. Разкопки на лагера могат да се видят недалеч от Женевското езеро. В средата на IV век във връзка със зачестилите германски нахлувания градът на това място е изоставен и се премества на хълмовете над езерото. През средните векове управлението се осъществява от лозански епископи и от савойски херцози, но през време на Реформацията достъпът на савойците до съвременния кантон Во е блокиран от Женева и градът преминава под властта на бернските херцози. Под техен контрол Лозана остава от 1536 до 1798 г. В резултат на Наполеоновите войни през 1803 г. Лозана става столица на новосъздадения кантон Во, който се присъединява към Швейцарската конфедерация.

## География
Лозана се намира на 495 m надморска височина в централната част на кантон Во, на северния бряг на Женевското езеро и в югозападния край на Швейцарското плато. В центъра на града се сливат в днешни дни покритите потоци Льов и Флон. От техните долини са образувани 3 хълма в центъра: Сит, Ле Бург и Сейнт-Лорен.
| Година | Жители  |
| ------ | ------- |
| 1798   | 8000    |
| 1813   | 13 000  |
| 1850   | 17 108  |
| 1900   | 46 732  |
| 1910   | 64 446  |
| 1930   | 75 915  |
| 1950   | 106 807 |
| 1960   | 126 328 |
| 1970   | 137 383 |
| 1980   | 127 349 |
| 1990   | 128 112 |
| 2000   | 124 914 |
| 2009   | 133 280 |
| 2015   | 135 629 |

В края на 2009 г. в Лозана броят на жителите с постоянно местожителство в града е 133 280. Към тях се прибавят и 11 000 жители с главно местожителство от друга община или държава (само с временно разрешение за пребиваване). С това Лозана е 5-ият по население град в страната. Градската агломерация има 312 000 жители.
От жителите 78,8 % са френскоговорещи, 4,3 % – немскоговорещи, 4 % – италианскоговорещи (според данни за 2000 г.). Делът на чужденците от населението през 2002 г. възлиза на 36,2 %. Най-големите етнически групи са на италианците, испанците и португалците.
Броят на жителите в края на 19 век до около 1960 г. нараства силно. През 1946 г. е прекрачена границата от 100 000 жители. Най-големият брой жители е достигнат през 1970 г. Поради настъпилата икономическа криза през 1970-те заедно с отлива на чуждестранната работна ръка населението намалява с близо 10 000 души. След това броят им се задържа в рамките на 128 000 души. От 1990 г. се наблюдава лек, но постоянен спад на броя на жителите.

## Спортни прояви
Всяка есен се провежда Лозански маратон, включващ не само класическата дистанция 42 195 m, но и множество дистанции за по-малко издръжливи любители на бягането. Маратонът стартира на Place de Milan в Лозана, после покрай Женевското езеро по Route de Lac до градчето La Tour-de-Peilz и след 21 километра маратонците финишират в Лозана, на брега на езерото в Уши.
Всяка пролет със съдействието на Международния олимпийски комитет се провежда традиционният пробег 20 километра в Лозана. Състезателите стартират на брега на езерото, изкачват се до катедралата на Лозана (536 m над морското ниво), а след това отново се спускат към брега на езерото, за да финишират на стадиона „Пиер дьо Кубертен“ (375 m над морското ниво).
Атлетисима са редовни лекоатлетически състезания за професионалисти, провеждани на Олимпийския стадион в Лозана.

## Забележителности
- Кметство
- Замък Боле
- Готическа църква „Св. Франциск“
- Катедрала „Нотр Дам“
- Парк и музей „Ермитаж“
- Парк „Мон-Репо“
- Елисейски парк

Лозана е град с много музеи:
- Musée Olympique Lausanne (Олимпийски музей)
- Musée de l'Elysée (Елисейски музей)
- Musée Historique de Lausanne Архив на оригинала от 2007-07-11 в Wayback Machine. (Лозански исторически музей)
- Кантонален музей по археология и история[неработеща препратка]
- Музей в замъка Боле с работи на затворници и психично болни хора
- Fondation de l'Hermitage (Фондация „Ермитаж“)
- Musée de design et d'arts appliqués contemporains
- Espace Arlaud Архив на оригинала от 2006-12-14 в Wayback Machine.
- Espace des Inventions (Научен център за деца)
- Fondation Claude Verdan Архив на оригинала от 2006-08-18 в Wayback Machine., Musée de la main
- Vivarium de Lausanne
- Musée cantonal des Beaux-Arts Архив на оригинала от 2006-08-27 в Wayback Machine. (Кантонален музей на изящните изкуства)
- Musée cantonal d'Archéologie et d'Histoire (Кантонален музей за археология и история)
- Musée cantonal de Géologie ((fr)) (Кантонален музей за геология)
- Кабинет на кантоналните медали
- Musée romain de Lausanne-Vidy

Градът се радва на няколко висши училища със световна известност:
- École Polytechnique Fédérale de Lausanne (EPFL)
- Лозански университет
- Institut de hautes études en administration publique (IDHEAP)
- International Institute for Management Development (IMD)
- École hôtelière de Lausanne
- Лозанска консерватория

## Известни личности
Родени в Лозана
- Йохан Лудвиг Буркхард (1784 – 1817), изследовател
- Станислас Вавринка (р. 1985), тенисист
- Бенжамен Констан (1767 – 1830), писател
- Мишел Майор (р. 1942), астроном
- Венсан Перес (р. 1962), актьор

Починали в Лозана
- Жан Ануи (1910 – 1987), френски писател
- Морис Бежар (1927 – 2007), френски хореограф
- Виктория Евгения Батенберг (1887 – 1969), кралица на Испания
- Карл Густав Манерхейм (1867 – 1951), финландски офицер и политик
- Владимир Набоков (1899 – 1977), руски писател
- Жорж Сименон (1903 – 1989), белгийски писател
- Петер Карл Фаберже (1846 – 1920), руски бижутер

## Побратимени градове
- Аарау, Швейцария
- Алтдорф, Швейцария
- Апенцел, Швейцария
- Базел, Швейцария
- Белиндзона, Швейцария
- Берн, Швейцария
- Велико Търново, България
- Гларус, Швейцария
- Дьолемон, Швейцария
- Женева, Швейцария
- Зарнен, Швейцария
- Золотурн, Швейцария
- Хуур, Швейцария
- Листал, Швейцария
- Люцерн, Швейцария
- Ньошател, Швейцария
- Перник, България
- Санкт Гален, Швейцария
- Сион, Швейцария
- Троген, Швейцария
- Фрауенфелд, Швейцария
- Фрибур, Швейцария
- Херизау, Швейцария
- Цуг, Швейцария
- Цюрих, Швейцария
- Шафхаузен, Швейцария
- Швиц, Швейцария
- Щанс, Швейцария

## Фотогалерия
- Женевското езеро
- Лозята Лаво
- Лозана през зимата
- Железопътната гара
- Площад „Белейр“
- Дворецът Рюмин